# Les Verrières
Les Verrières is een gemeente en plaats in het Zwitserse kanton Neuchâtel en maakte deel uit van het district Val-de-Travers tot op 31 december 2017 de districten van het kanton Neuchâtel werden afgeschaft.
Les Verrières telt 720 inwoners.
Op 1 februari 1871, tijdens de Frans-Duitse Oorlog, vluchtte het Franse leger van generaal Bourbaki, na de ondertekening van een interneringsverdrag, bij Les Verrières over de Zwitserse grens. Deze gebeurtenis wordt getoond op het Bourbaki-panorama in Luzern.
In Les Verrières was tijdens de Tweede Wereldoorlog een werkkamp waar Nederlandse en Belgische vluchtelingen werden geplaatst. Een fotoreportage gemaakt door Frans Stoppelman, die geïnterneerd was in het kamp, is in het bezit van het Joods Museum.

## Bezienswaardigheden
In de gemeente loopt een gemarkeerd pad van ongeveer 4,2 kilometer door de vallei Val-de-Travers waar in februari 1871 de ontwapening van het Bourbaki-leger plaatsvond. Langs het pad staan verschillende informatieborden die uitleg geven over de gebeurtenissen, ondersteund door objecten die ook zijn afgebeeld op het Bourbaki-panorama.

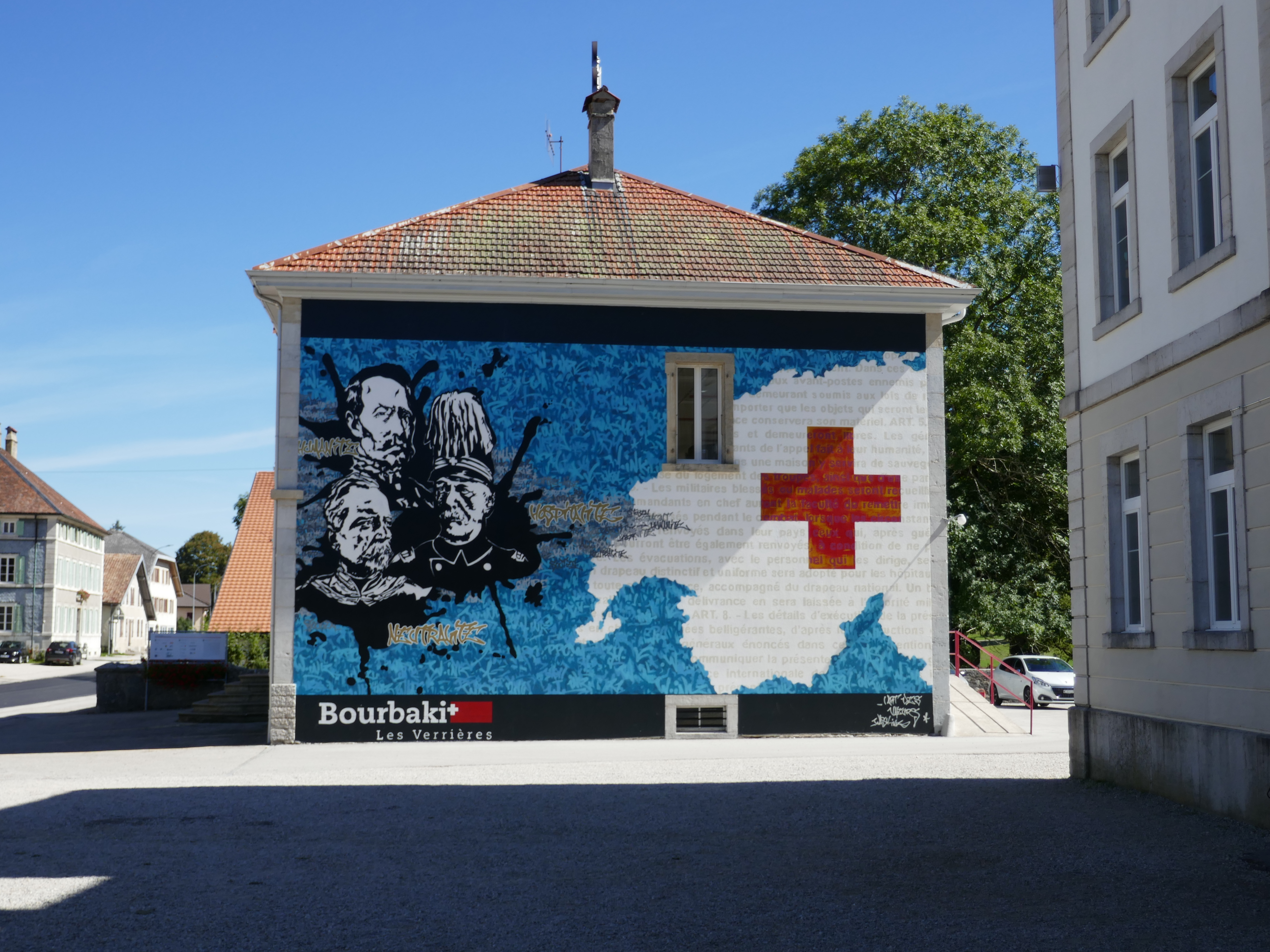
Muurschildering op de zijkant van het gemeentehuis
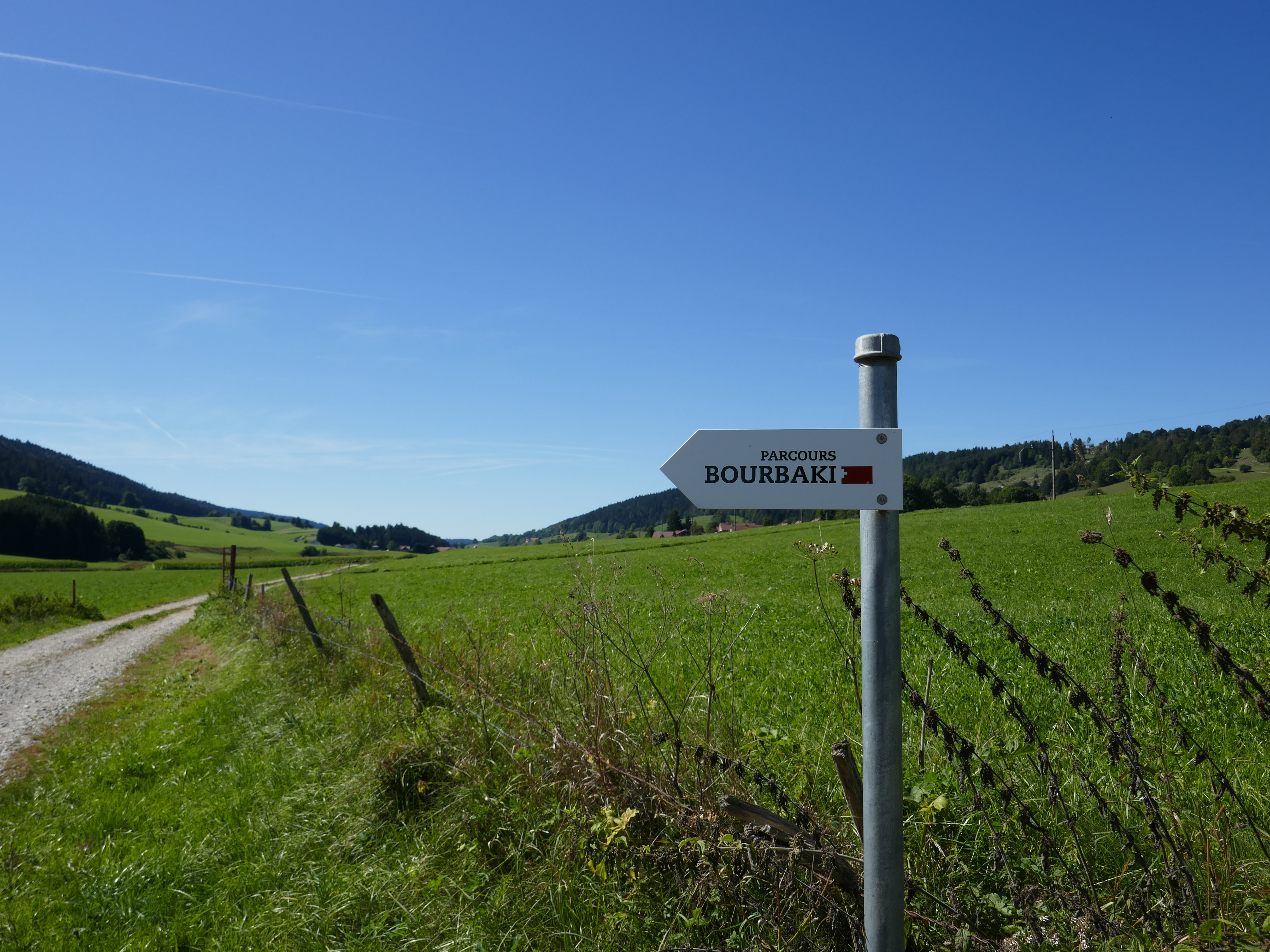
Wegwijzer
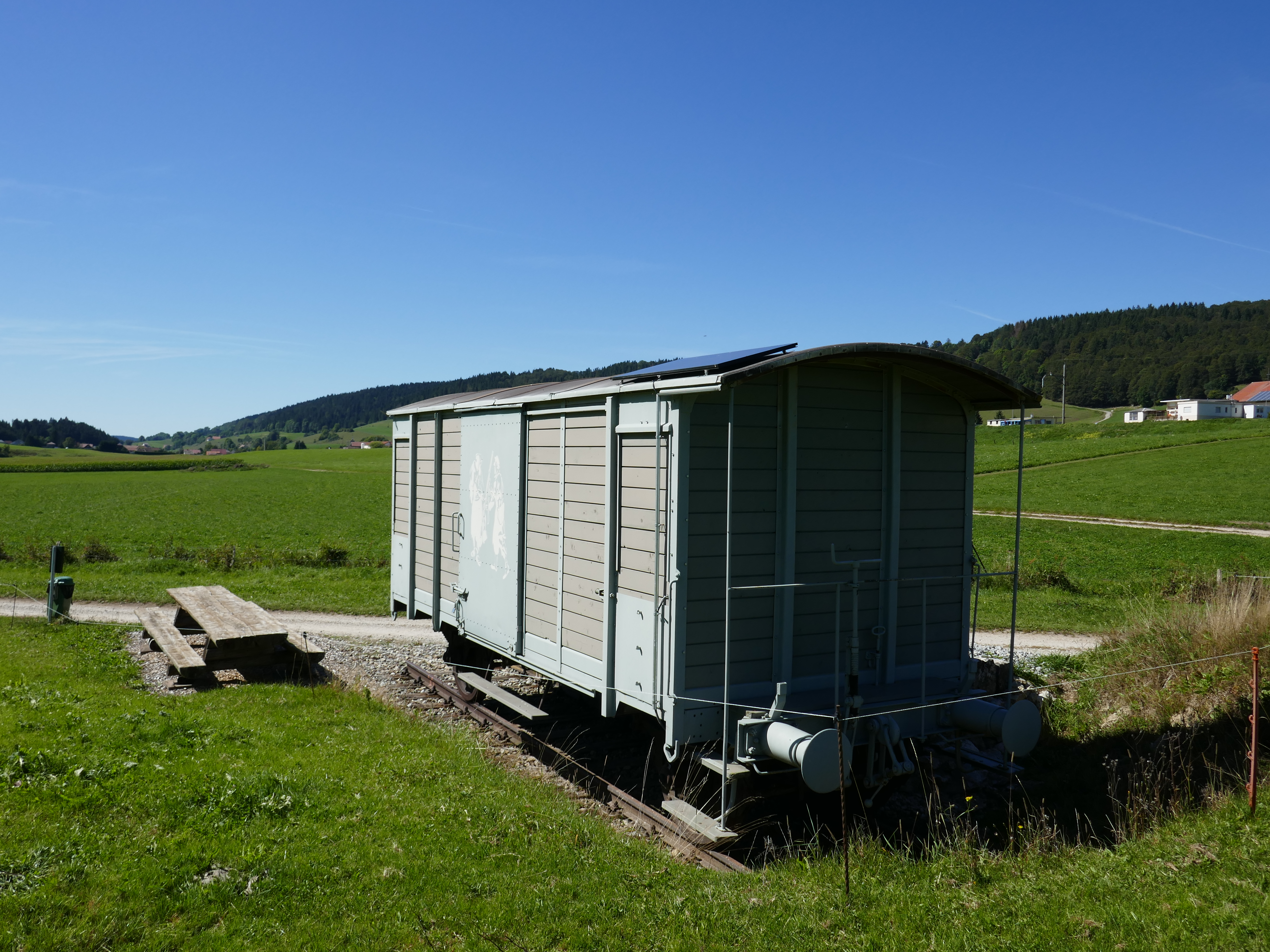
Treinwagon zoals gebruikt voor het vervoer van het Bourbaki-leger